# Борзунова, Мария Михайловна
Мари́я Миха́йловна Борзуно́ва (зачастую просто Маша Борзунова; род. 14 января 1995, Москва) — российская журналистка и видеоблогер.

## Биография
Родилась 14 января 1995 года в Москве, но большую часть жизни прожила в Подольске. В 2012 году окончила лицей № 23 города Подольска.

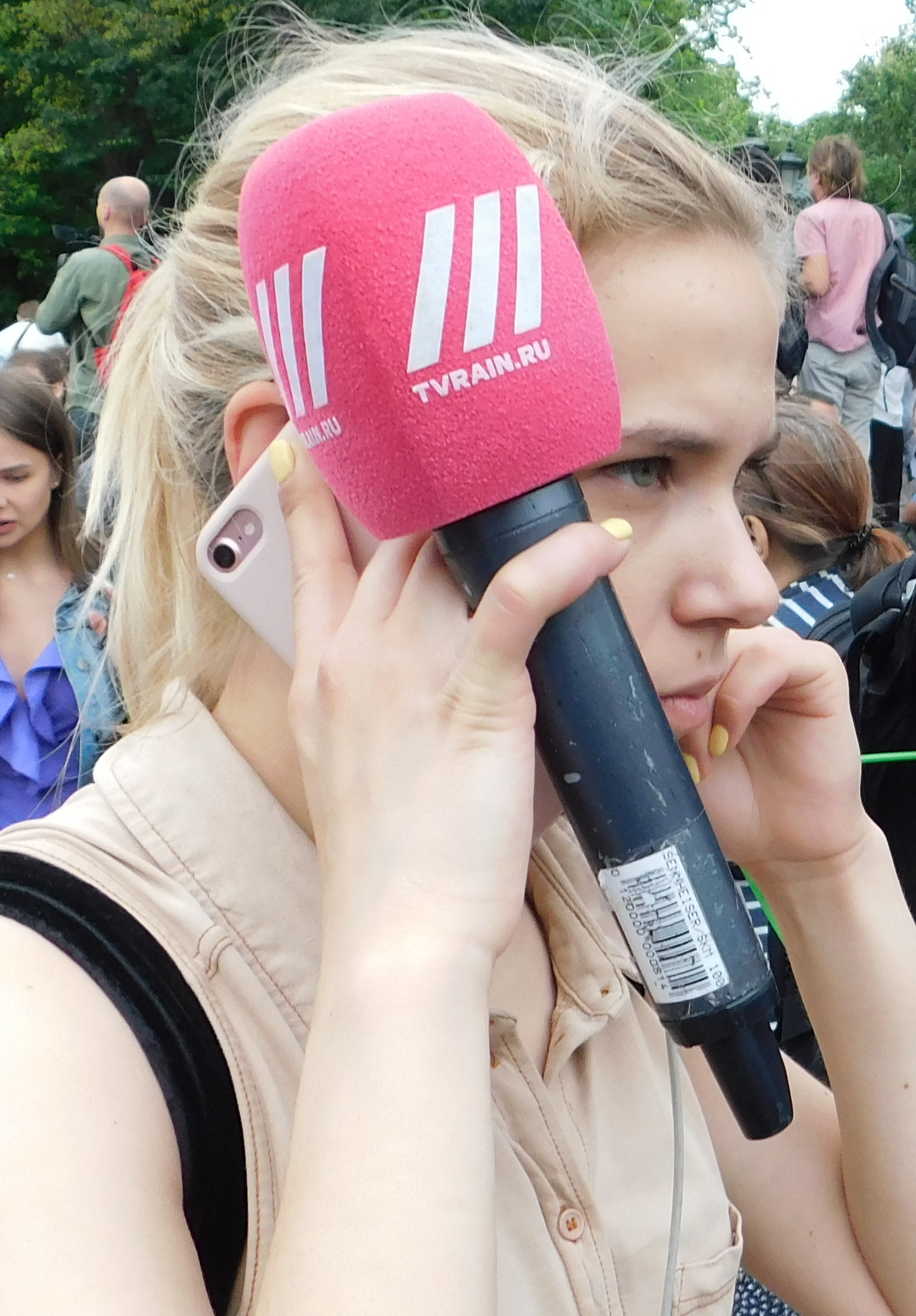
Репортёр «Дождя» М. Борзунова во время протестов в поддержку И. Голунова 12 июня 2019

В 2016 году окончила бакалавриат факультета коммуникаций, медиа и дизайна Высшей школы экономики по направлению «Журналистика», тема выпускной работы — «Экстремизм в современной России: отражение в медиа, технологии противодействия и судебная практика».
В 2014—2023 годах работала на телеканале «Дождь».
В 2021 году репортажи Борзуновой об акциях протеста в защиту Алексея Навального и о политической эмиграции из Белоруссии («Страна в изгнании») получили премию «Редколлегия».
В связи с закрытием офисов канала «Дождь» в России в марте 2022 года отправилась в вынужденную эмиграцию, сперва в Стамбул, позднее в Ригу. 1 апреля 2022 года Минюст России признал Марию Борзунову «СМИ — иностранным агентом». По её словам, Минюст счёл источниками иностранного финансирования переводы от гражданина США Эвана Гершковича на сумму 1290 рублей и от гражданки Беларуси Надин Лахбаби на сумму 10270 рублей, которые являются её близкими друзьями.
В феврале 2023 года Борзунова уволилась с «Дождя». Последние годы она вела программу Fake News, которая была посвящена разоблачению фейков российских СМИ. С 2022 года эту передачу показывали не только на «Дожде», но и на французско-немецком телеканале Arte.
С 27 февраля 2023 года ведёт свой авторский YouTube-канал, который в июне 2025 года насчитывал 175 тысяч подписчиков.

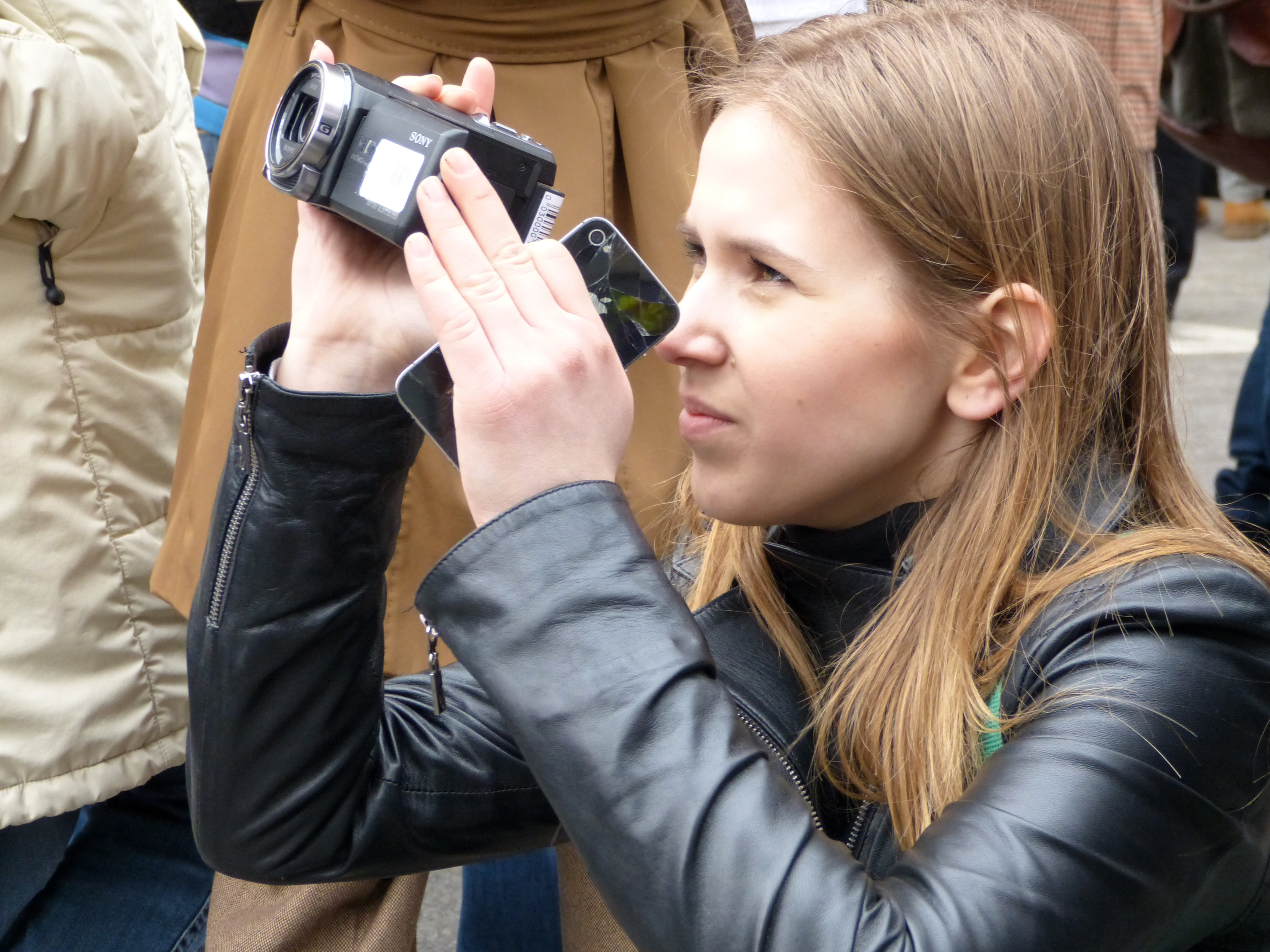
Мария Борзунова 15 марта 2014 года во время крупной протестной акции против агрессии на Украине

## Награды
7 декабря 2018 года Мария Борзунова стала лауреатом премии НИУ ВШЭ HSE Alumni Awards (в номинации «Четвёртая власть»), которая вручается выдающимся выпускникам этого университета.
Мария Борзунова дважды становилась лауреатом премии «Редколлегия» — в январе и августе 2021 года.
В 2021 году стала лауреатом премии «Профессия — журналист» в номинации «Видеосюжет» за фильм «Страна в изгнании: как белорусы бегут от режима Лукашенко и на что надеются» (телеканал «Дождь», 2021).